# Zlatan Ljubijankič
Zlatan Ljubijankič, né le 15 décembre 1983 à Ljubljana, est un ancien footballeur international slovène, qui évoluait au poste d'avant-centre.

## Biographie
Il fait ses débuts professionnels au sein du club slovène du NK Domžale. Attaquant de formation, il remporte le championnat de Slovénie en 2007 et est désigné meilleur joueur de ce même championnat par les journalistes. Lors de la Coupe du monde 2010, il marque le second but des slovène face aux Etats-Unis permettant d'arracher le match nul. 

## Palmarès
NK Domžale
- Champion de Slovénie en 2007 et 2008.
- Vainqueur de la Supercoupe de Slovénie en 2007 (en).

 KAA La Gantoise
- Vainqueur de la Coupe de Belgique en 2010.

 Urawa Red Diamonds
- Vainqueur de la Ligue des champions de l'AFC en 2017.
- Vainqueur de la Coupe Levain en 2017 (en).
- Vainqueur de la Coupe du Japon en 2018.
- Vainqueur de la Coupe de la Ligue japonaise en 2016.

## Distinctions personnelles
- Élu meilleur joueur du championnat de Slovénie en 2007 (avec le NK Domžale).
- Élu joueur du mois du championnat du Japon en avril 2013 (avec l'Omiya Ardija).